# Toyoyama (Aichi)
Toyoyama (jap. 豊山町, -chō) ist eine japanische Gemeinde in der Präfektur Aichi im Landkreis Nishikasugai. Toyoyama befindet sich nördlich von Nagoya. Ungefähr ein Drittel der Fläche wird von dem Flughafen Nagoya eingenommen.

## Geographie
Die Gemeinde wird von den Flüssen Ōyama-gawa (大山川) und Kutaraki-gawa (久田良木川) durchflossen.

### Angrenzende Städte
- Nagoya (Stadtbezirk Kita)
- Kasugai
- Komaki
- Kitanagoya

## Geschichte
1906 fusionieren die Dörfer Toyoba (豊場村, -mura) und Aoyama (青山村, -mura) zu dem Dorf Toyoyama. Dieses erhält 1972 den Status einer Kleinstadt (chō).
Am 7. Juli 2005 fusionierten die Kleinstädte Nishibiwajima, Kiyosu und Shinkawa zu der neuen Stadt Kiyosu. Am 20. März 2006 fusionierten weiterhin die Kleinstädte Shikatsu und Nishiharu zu der Stadt Kitanagoya. Infolgedessen verblieben nur noch die Kleinstädte Kasuga und Toyoyama in dem Landkreis Nishikasugai. Da schließlich am 1. Oktober 2009 auch Kasuga in die Stadt Kiyosu eingemeindet wurde, ist Toyoyama die einzige Gemeinde in dem Landkreis, als auch die flächenmäßig kleinste Gemeinde in der Präfektur Aichi.

## Bildung
In der Gemeinde befinden sich eine Mittelschule und drei Grundschulen.

## Söhne und Töchter der Stadt
- Ichirō Suzuki (* 1973), Baseballspieler